# Drabor
Drabor (Draba) är ett släkte av korsblommiga växter. Drabor ingår i familjen korsblommiga växter.

## Bildgalleri

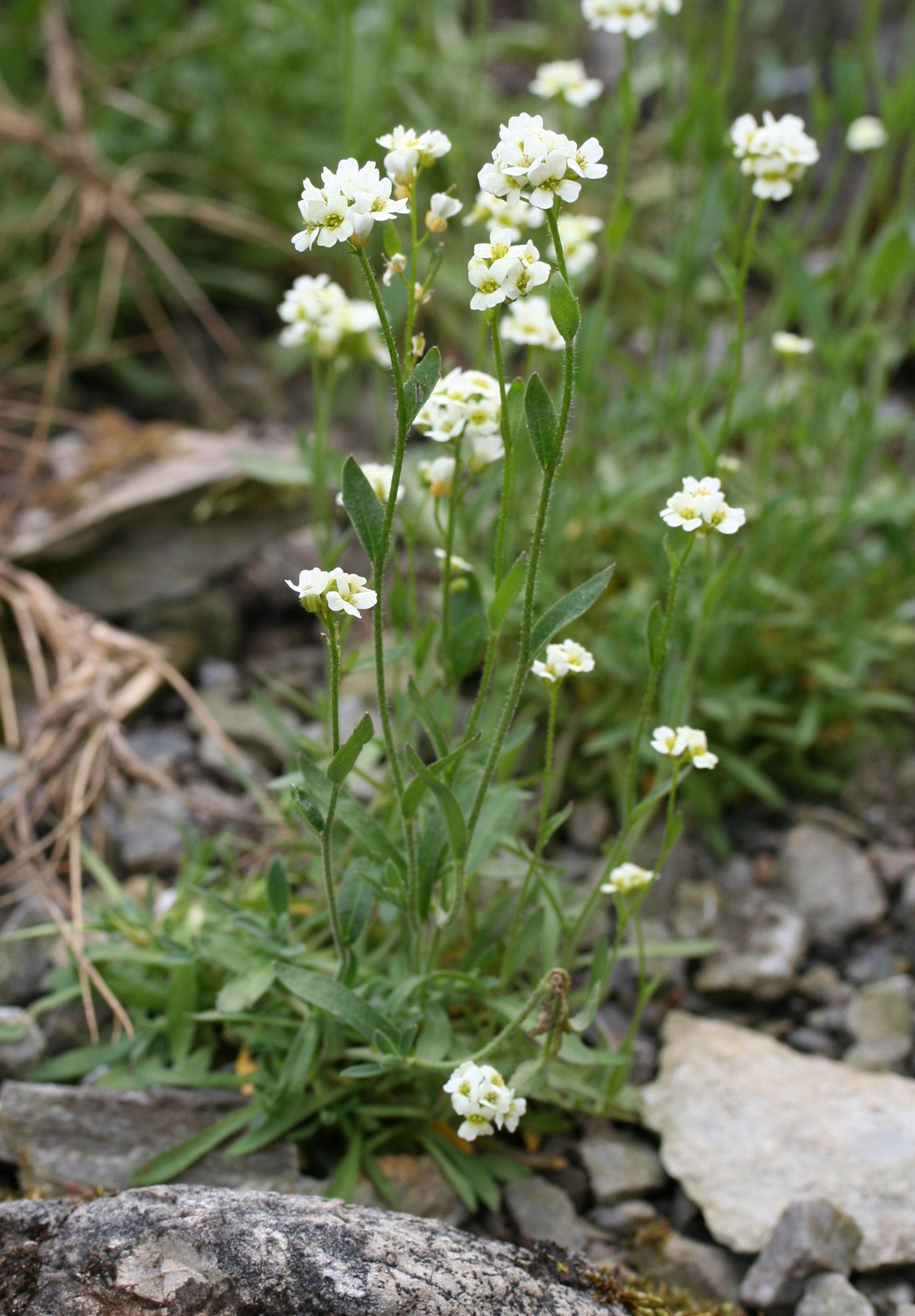
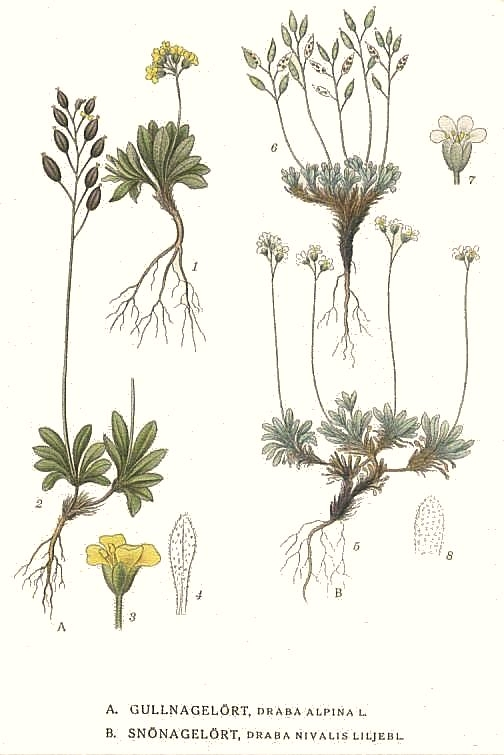
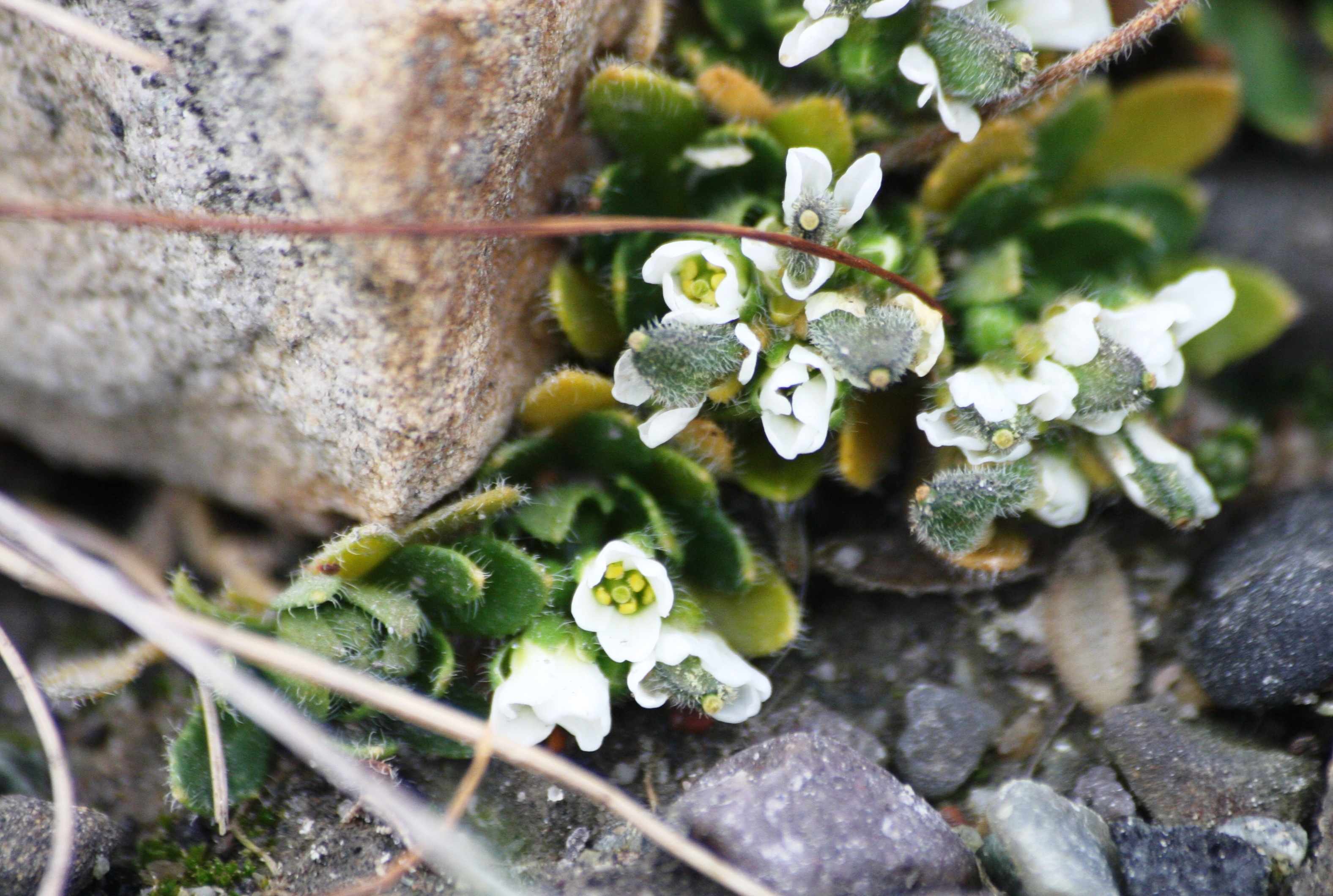
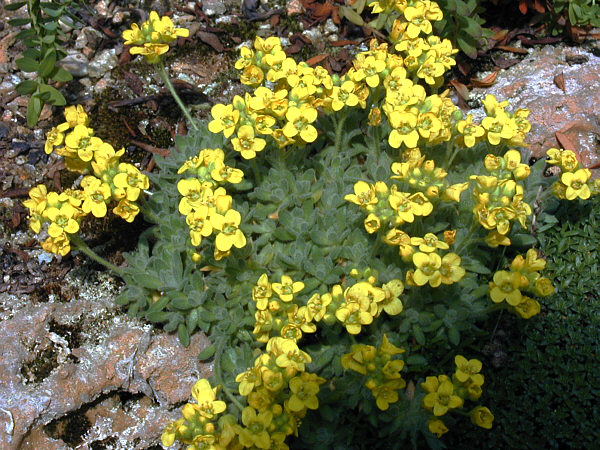
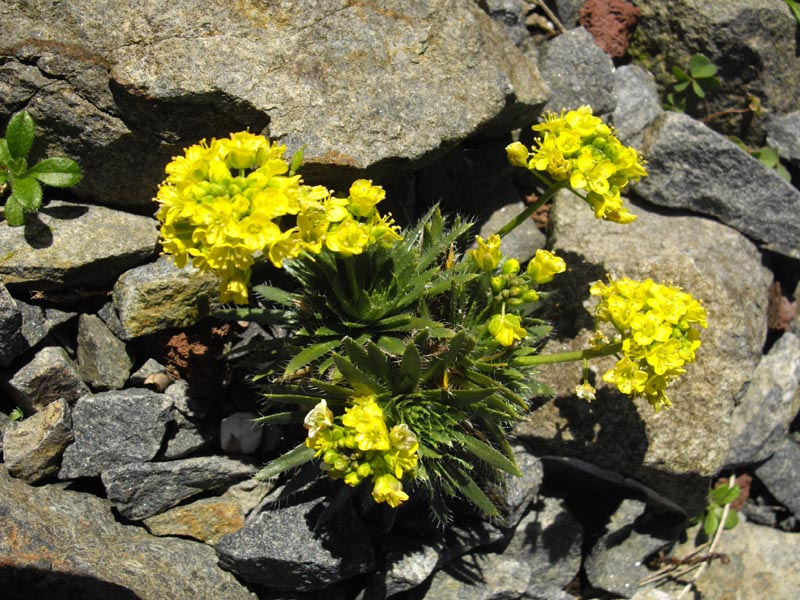
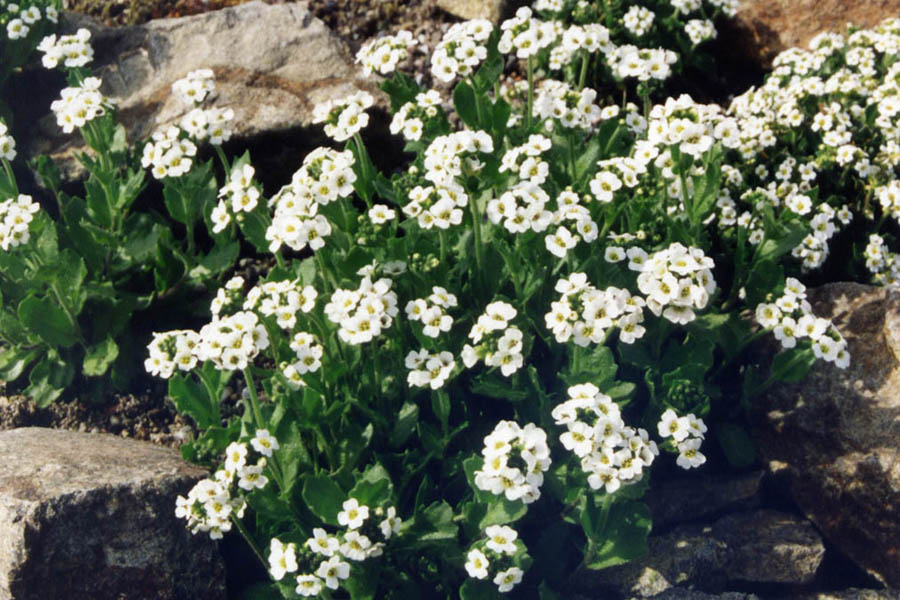

## Dottertaxa till Drabor, i alfabetisk ordning[1]
- Draba abajoensis
- Draba acaulis
- Draba affghanica
- Draba aizoides
- Draba alajica
- Draba alberti
- Draba albertina
- Draba aleutica
- Draba alpina
- Draba alshehbazii
- Draba altaica
- Draba alticola
- Draba alyssoides
- Draba amoena
- Draba amplexicaulis
- Draba aprica
- Draba arabisans
- Draba araboides
- Draba araratica
- Draba arauquensis
- Draba arbuscula
- Draba arctica
- Draba arctogena
- Draba aretioides
- Draba argentifolia
- Draba argyrea
- Draba arida
- Draba arseniewi
- Draba aspera
- Draba asprella
- Draba asterophora
- Draba aubrietoides
- Draba aucheri
- Draba aurea
- Draba aureola
- Draba australis
- Draba bagmatiensis
- Draba baicalensis
- Draba barclayana
- Draba bartholomewii
- Draba beamanii
- Draba bellardii
- Draba beltrani
- Draba bertiscea
- Draba bhutanica
- Draba bifurcata
- Draba borealis
- Draba boyacana
- Draba brachycarpa
- Draba brachystylis
- Draba brackenridgei
- Draba breweri
- Draba bruniifolia
- Draba burkartiana
- Draba burkei
- Draba cachemirica
- Draba cacuminum
- Draba calcicola
- Draba californica
- Draba cana
- Draba cantabriae
- Draba cappadocica
- Draba cardaminiflora
- Draba carnosula
- Draba chamissonis
- Draba cheiranthoides
- Draba chionophila
- Draba cholaensis
- Draba cinerea
- Draba cocuyana
- Draba compacta
- Draba confertifolia
- Draba corrugata
- Draba corymbosa
- Draba crassa
- Draba crassifolia
- Draba cretica
- Draba cruciata
- Draba cryophila
- Draba cryptantha
- Draba cuatrecasana
- Draba cuneifolia
- Draba cusickii
- Draba cuspidata
- Draba cuzcoensis
- Draba cyclomorpha
- Draba darwasica
- Draba daviesiae
- Draba dedeana
- Draba demareei
- Draba densifolia
- Draba depressa
- Draba discoidea
- Draba dolomitica
- Draba dorneri
- Draba draboides
- Draba dubia
- Draba ecuadoriana
- Draba elata
- Draba elegans
- Draba elisabethae
- Draba ellipsoidea
- Draba eriopoda
- Draba extensa
- Draba exunguiculata
- Draba falconeri
- Draba farsetioides
- Draba fedtschenkoi
- Draba fladnizensis
- Draba fuhaiensis
- Draba funckeana
- Draba funckii
- Draba funiculosa
- Draba gilliesii
- Draba glabella
- Draba glacialis
- Draba globosa
- Draba glomerata
- Draba gracillima
- Draba graminea
- Draba grandis
- Draba grayana
- Draba hallii
- Draba hammenii
- Draba handelii
- Draba haradjianii
- Draba haynaldii
- Draba heili
- Draba helleriana
- Draba heterocoma
- Draba hidalgensis
- Draba himachalensis
- Draba hispanica
- Draba hispida
- Draba hissarica
- Draba hitchcockii
- Draba hookeri
- Draba hoppeana
- Draba howellii
- Draba huetii
- Draba humillima
- Draba hystrix
- Draba imeretica
- Draba implexa
- Draba incana
- Draba incerta
- Draba incomta
- Draba incrassata
- Draba inexpectata
- Draba inquisiviana
- Draba insularis
- Draba involucrata
- Draba jaegeri
- Draba japonica
- Draba jorullensis
- Draba jucunda
- Draba juvenilis
- Draba kassii
- Draba kitadakensis
- Draba kluanei
- Draba koeiei
- Draba kongboiana
- Draba korabensis
- Draba korschinskyi
- Draba kotschyi
- Draba kuramensis
- Draba kuznetsovii
- Draba lacaitae
- Draba lactea
- Draba ladina
- Draba ladyginii
- Draba lanceolata
- Draba lapaziana
- Draba lasiocarpa
- Draba lasiophylla
- Draba lemmonii
- Draba lichiangensis
- Draba lindenii
- Draba linearifolia
- Draba lipskyi
- Draba litamo
- Draba loayzana
- Draba loiseleurii
- Draba lonchocarpa
- Draba longisiliqua
- Draba longisquamosa
- Draba ludlowiana
- Draba lutescens
- Draba macbeathiana
- Draba macleanii
- Draba macounii
- Draba magadanensis
- Draba magellanica
- Draba maguirei
- Draba majae
- Draba malpighiaceae
- Draba matangensis
- Draba matthioloides
- Draba melanopus
- Draba meskhetica
- Draba microcarpella
- Draba micropetala
- Draba mieheorum
- Draba mingrelica
- Draba minima
- Draba mogollonica
- Draba mollissima
- Draba mongolica
- Draba monoensis
- Draba montbretiana
- Draba mulliganii
- Draba muralis
- Draba murrayi
- Draba nana
- Draba nemorosa
- Draba nipponica
- Draba nivalis
- Draba nivicola
- Draba norvegica
- Draba novolympica
- Draba nuda
- Draba nylamensis
- Draba oariocarpa
- Draba oblongata
- Draba obovata
- Draba ochroleuca
- Draba ochropetala
- Draba odudiana
- Draba ogilviensis
- Draba okamotoi
- Draba olgae
- Draba oligosperma
- Draba oreades
- Draba oreadum
- Draba oreibata
- Draba oreodoxa
- Draba ossetica
- Draba oxycarpa
- Draba pacheri
- Draba pachythyrsa
- Draba palanderiana
- Draba pamplonensis
- Draba parnassica
- Draba parviflora
- Draba pauciflora
- Draba paucifructa
- Draba paysonii
- Draba pectinipila
- Draba pedicellata
- Draba pennell-hazenii
- Draba pennellii
- Draba peruviana
- Draba petrophila
- Draba physocarpa
- Draba pickeringii
- Draba pilosa
- Draba platycarpa
- Draba pohlei
- Draba poluniniana
- Draba polyphylla
- Draba polytricha
- Draba porsildii
- Draba praealta
- Draba primuloides
- Draba prozorovskii
- Draba pseudocheiranthoides
- Draba pseudonivalis
- Draba pterosperma
- Draba pulchella
- Draba pulcherrima
- Draba pulvinata
- Draba pusilla
- Draba pycnophylla
- Draba pygmaea
- Draba radicans
- Draba ramosissima
- Draba ramulosa
- Draba rectifructa
- Draba remotiflora
- Draba reptans
- Draba rigida
- Draba ritacuvana
- Draba rositae
- Draba rosularis
- Draba ruaxes
- Draba rubricaulis
- Draba sachalinensis
- Draba sagasteguii
- Draba sakuraii
- Draba sambukii
- Draba sanctae-martae
- Draba santaquinensis
- Draba sauteri
- Draba saxosa
- Draba scabra
- Draba schultzei
- Draba schusteri
- Draba scopulorum
- Draba scotteri
- Draba sekiyana
- Draba senilis
- Draba sericea
- Draba serpentina
- Draba setosa
- Draba sharsmithii
- Draba sherriffii
- Draba shiroumana
- Draba sibirica
- Draba sierrae
- Draba sikkimensis
- Draba siliquosa
- Draba simmonsii
- Draba simonkaiana
- Draba smithii
- Draba sobolifera
- Draba solitaria
- Draba soratensis
- Draba spectabilis
- Draba sphaerocarpa
- Draba sphaeroides
- Draba splendens
- Draba spruceana
- Draba staintonii
- Draba standleyi
- Draba stellata
- Draba stenobotrys
- Draba stenocarpa
- Draba stenoloba
- Draba stenopetala
- Draba steyermarkii
- Draba strasseri
- Draba streptobrachia
- Draba streptocarpa
- Draba stylosa
- Draba subalpina
- Draba subamplexicaulis
- Draba subcapitata
- Draba subfladnizensis
- Draba subnivalis
- Draba subsecunda
- Draba subumbellata
- Draba sunhangiana
- Draba supranivalis
- Draba supravillosa
- Draba surculosa
- Draba taimyrensis
- Draba talassica
- Draba tenerrima
- Draba thlaspiformis
- Draba thomasii
- Draba thylacocarpa
- Draba tibetica
- Draba tichomirovii
- Draba tomentosa
- Draba trichocarpa
- Draba trinervis
- Draba tucumanensis
- Draba turczaninowii
- Draba ussuriensis
- Draba weberi
- Draba venezuelana
- Draba ventosa
- Draba werffii
- Draba verna
- Draba vesicaria
- Draba winterbottomii
- Draba violacea
- Draba viridis
- Draba wurdackii
- Draba vvedenskyi
- Draba yueii
- Draba yukonensis
- Draba yunnanenesis
- Draba yunussovii
- Draba zangbeiensis
- Draba zionensis